# Niels McDonald
Niels McDonald (* 26. Januar 2008 in Cardiff, Wales) ist ein deutscher Tennisspieler. Er gewann 2025 die Juniorenausgabe der French Open.

## Persönliches
McDonald wurde als Sohn der deutschen Mutter Anette und eines schottischen Vaters in Wales geboren und besitzt die deutsche Staatsangehörigkeit und die britische Staatsbürgerschaft. Er lebte bis zu seinem vierten Lebensjahr in der Nähe von London, bevor seine Familie nach Schwerin zog.

## Karriere

### Junge Jahre und Junior Tour
McDonald begann im Alter von vier Jahren mit dem Tennisspielen beim Schweriner Tennis-Club 1908 e. V. Er siegte 2017 beim Nationalen Deutschen Jüngsten-Tennisturnier in der Altersklasse U9 als erster Athlet aus Mecklenburg-Vorpommern; 2019 wiederholte er diesen Erfolg in der Altersklasse U11. Im Jahr 2023 erhielt er den Nachwuchsförderpreis der Stadt Schwerin.
2017 gewann er das Finale der weltweiten Tennis-Turnierserie Champions Bowl in Umag (Kroatien). Als Sieger wurde er an die Good to Great Tennis Academy der ehemaligen schwedischen Tennisspieler Magnus Norman, Mikael Tillström und Nicklas Kulti nach Schweden eingeladen, wo er seit 2024 von Trainer Gianluca Marchiori betreut wird. Zwischenzeitlich trainierte er im Leistungszentrum des Tennisverbands Niedersachsen-Bremen und spielte für den DTV Hannover in der Männer-Oberliga. Im Jahr 2025 spielt er für den Oldenburger TeV in der 2. Tennis-Bundesliga.
2022 spielte McDonald das erste Mal auf der ITF Junior Tour, wo er 2023 im Einzel und Doppel jeweils den ersten kleinen Titel gewann. 2024 kamen vier Einzel- und fünf Doppeltitel hinzu, sodass er das Jahr auf Platz 53 der Junioren-Rangliste abschloss. Damit konnte er Anfang 2025 bei den Australian Open das erste Mal bei einem Junioren-Grand-Slam-Turnier teilnehmen. Im Doppel gelang McDonald an der Seite von Jamie Mackenzie der Einzug ins Viertelfinale. Im weiteren Jahresverlauf gewann McDonald zwei weitere Einzel- und vier Doppeltitel, darunter im Doppel den Titel beim J500 Mailand, ein Turnier der zweithöchsten Kategorie. In der Junioren-Rangliste rückte er bis Platz 19 vor. Bei seinem zweiten Grand-Slam-Turnier, den French Open, schied er zwar im Doppel mit McKenzie früh aus, sorgte aber für eine Überraschung im Einzel. Er besiegte den topgesetzten Andrés Santamarta Roig aus Spanien in drei Sätzen und gab auf dem Weg ins Endspiel sonst keinen Satz ab. Im Finale schlug er seinen Landsmann Max Schönhaus mit 6:7, 6:0, 6:3. Er ist damit der erste Deutsche seit Alexander Zverev 2014, der im Junioreneinzel bei einem Grand-Slam-Turnier den Titel holte. Durch den Erfolg stieg er auf Position 4 der Junior-Rangliste.

### Profitour
Im Juli 2024 spielte McDonald das erste Turnier bei den Profis und gab sein Debüt auf der ATP Challenger Tour. Dank einer Wildcard startete er im Doppel der Brawo Open in Braunschweig. Zusammen mit Nicola Kuhn erreichte McDonald das Viertelfinale, wodurch er die ersten Punkte für die Tennisweltrangliste der Profis erspielte.